# マタパン岬

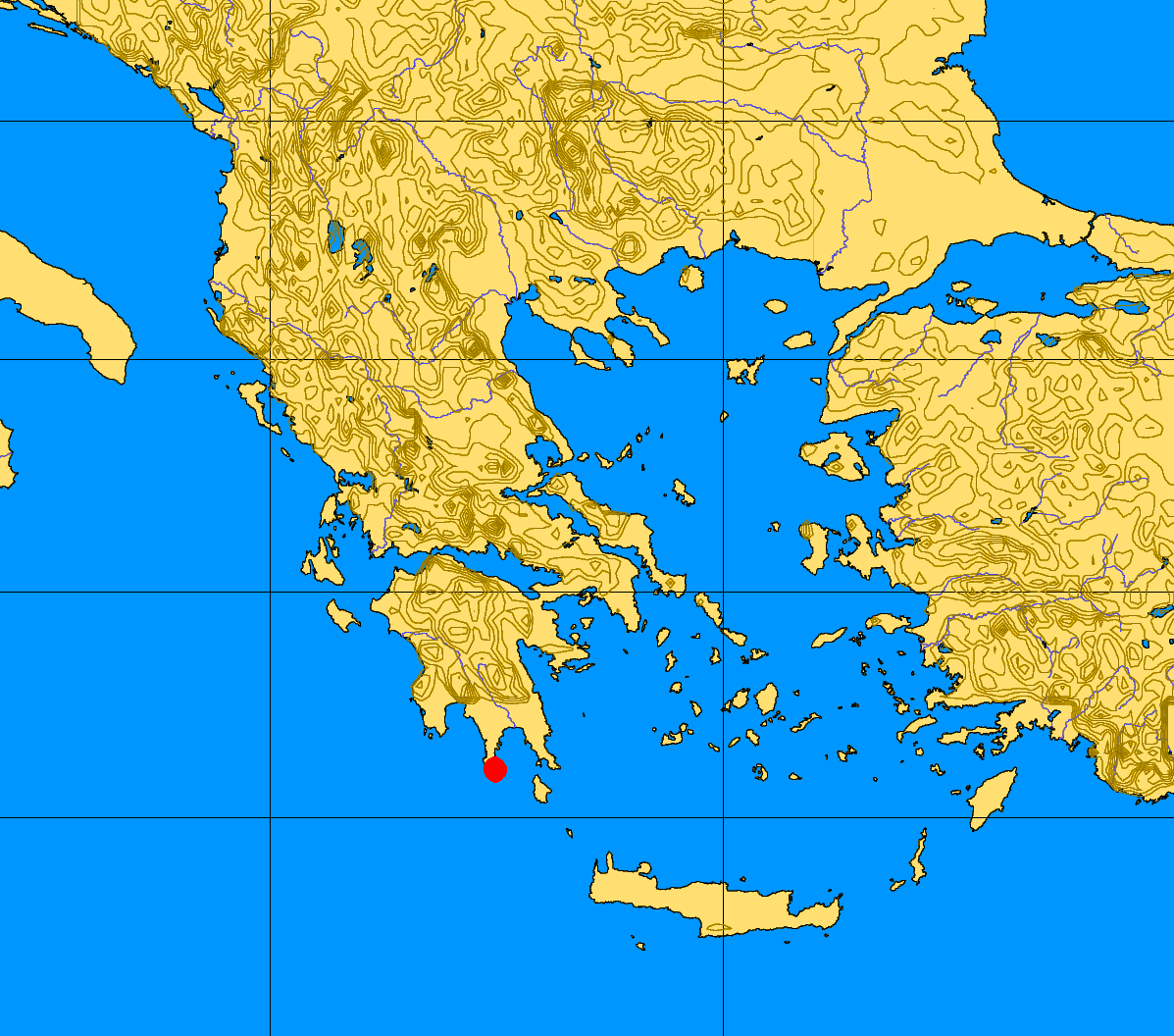
マタパン岬

マタパン岬（マタパンみさき、ギリシア語: Κάβο Ματαπάς、英語: Cape Matapan）は、ギリシャの本土最南端の岬。ペロポネソス半島から地中海に突き出たマニ半島の先端にある。テナロ岬あるいはタイナロン岬（ギリシア語: Ακρωτήριον Ταίναρον、英語: Cape Tainaron）とも呼ばれる。

## 地理

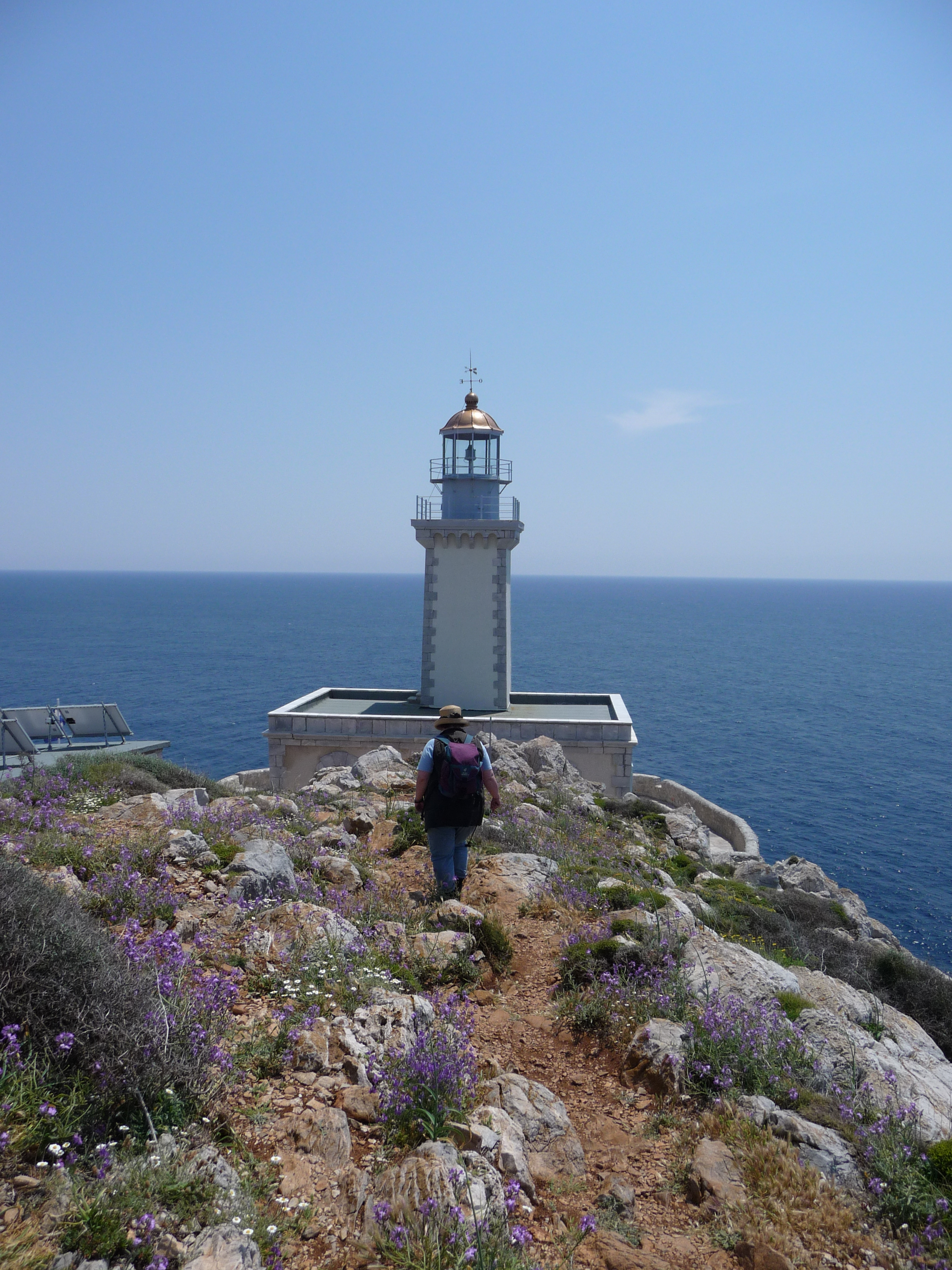
マタパン岬の灯台

西のメッシニア湾と東のラコニア湾とを隔てている。行政上はペロポニソス地方ラコニア県東マニ市に属する。
ギリシャの南端であると同時にバルカン半島の最南端に当たるため、岬はアフリカへ向かう渡り鳥の通り道となっている。

## 歴史
マタパン岬は何千年もの間重要な場所であった。古代のスパルタはさまざまな神を奉る神殿を建設した。より最近には灯台が建設されたが、現在は使われていない。
第二次世界大戦中の1941年3月には沖でマタパン岬海戦が発生した。
岬の先端にはギリシャ神話でハーデースの住居とされる洞窟がある。洞窟の上の丘にはポセイドンを祭った神殿跡がある。ビザンツ帝国統治時代には神殿はキリスト教の教会に変えられた。